# Ogorzałka wełnista

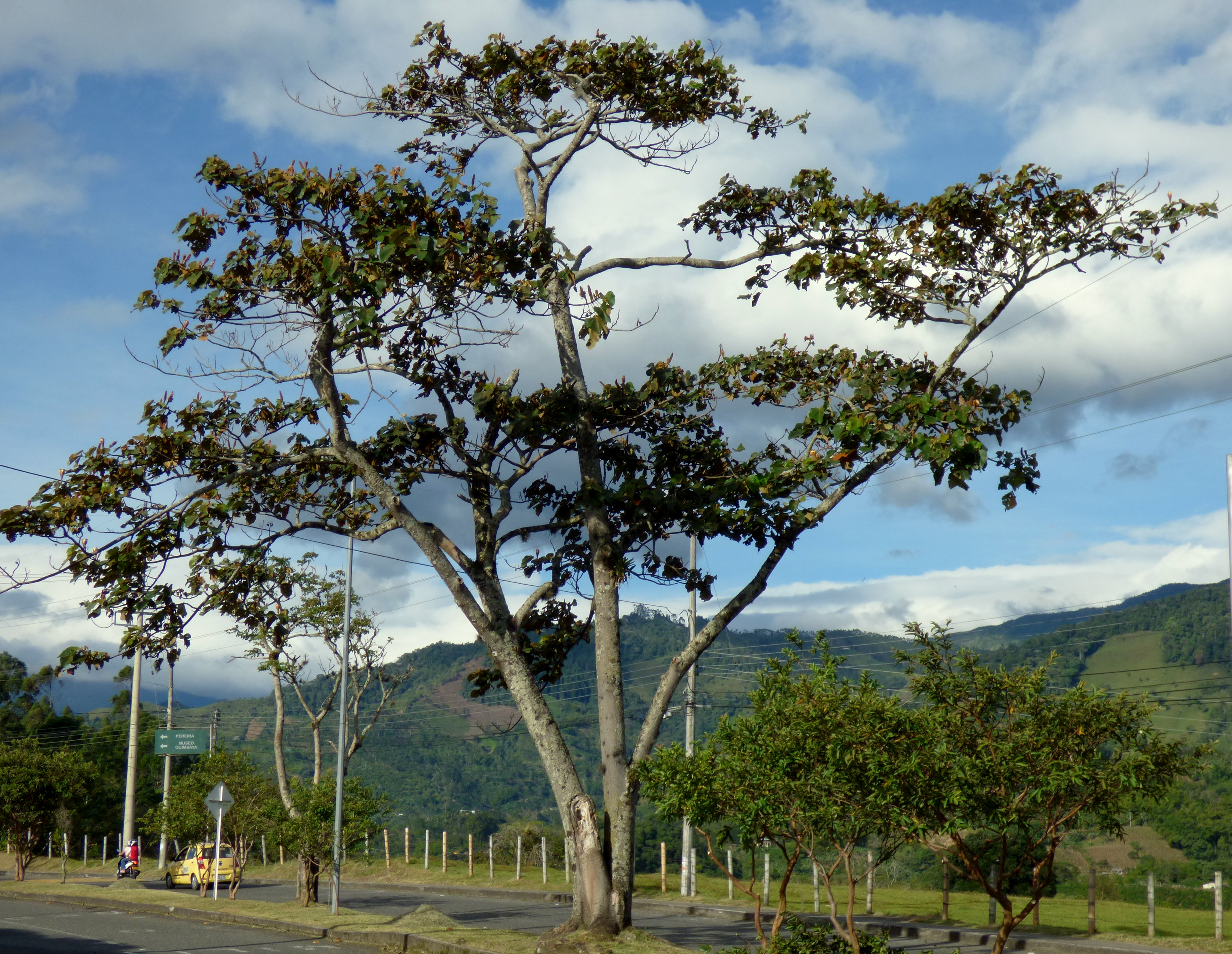
Drzewo

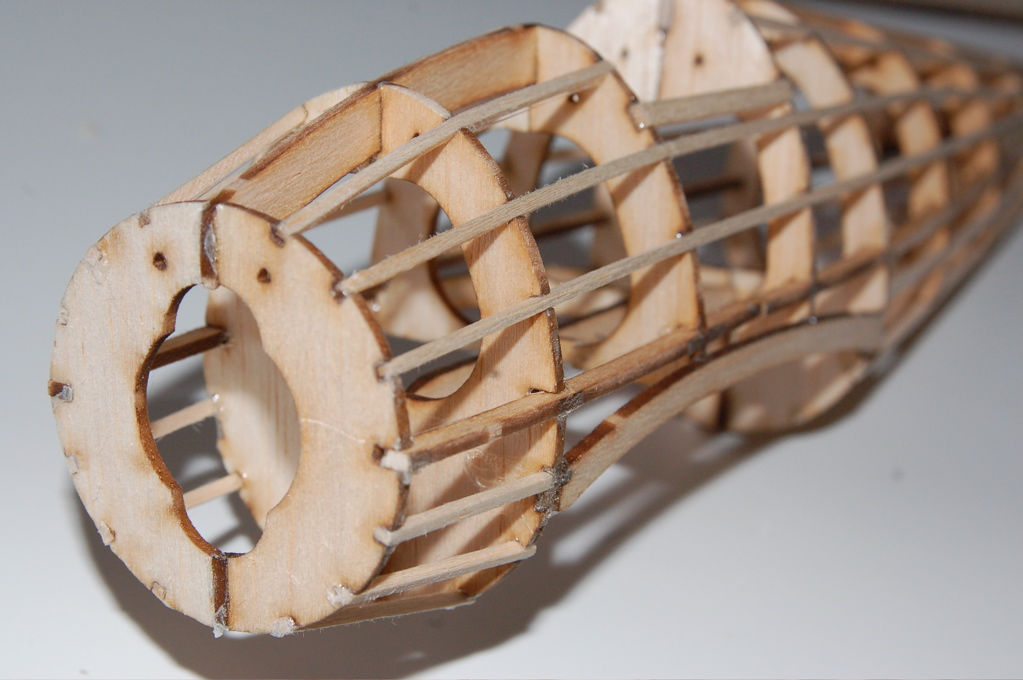
Szkielet kadłuba modelu samolotu wykonany z listewek balsy

Ogorzałka wełnista, balsa (Ochroma pyramidale) – gatunek drzewa z rodziny ślazowatych z monotypowego rodzaju ogorzałka Ochroma. Występuje w lasach Ameryki Południowej i Środkowej oraz na Karaibach. Jest często uprawiany wzdłuż atlantyckich wybrzeży Ameryki Południowej.

## Morfologia
PokrójDrzewo o niemal walcowatej koronie, dorastające do 15 m.
LiścieJajowo-sercowate, o drobno ząbkowanych brzegach
KwiatyDuże (średnica 6-10 cm), pojedyncze, zapylane przez nietoperze (chiropterogamia). Mają skórzasty, lejkowaty, 5-dzielny kielich, bladordzawą 5-płatkową koronę, 1 słupek i 5 zrośniętych pręcików.
OwoceWydłużona torebka wypełniona licznymi nasionami otoczonymi puchem.

## Cechy drewna balsy
Cechą charakterystyczną drewna balsy jest jego mała gęstość. Drewno bardzo miękkie i bardzo lekkie (40 – 180 kg/m³). Dwukrotnie lżejsze od korka. Jednocześnie jest dość mocne i sprężyste. Dla porównania w tabelce zestawiono gęstości drewna popularnych drzew.
| Drewno | Gęstość kg/m³       |
| ------ | ------------------- |
| balsa  | 40 – 180, śr. 110   |
| korek  | 210 – 350, śr. 280  |
| bambus | 300 – 400, śr. 350  |
| brzoza | 540 – 780, śr. 660  |
| dąb    | 700 – 1000, śr. 850 |

## Zastosowanie
Uzyskuje się z niego bardzo lekkie białe drewno o tej samej nazwie (balsa). Nazwy balsa używa się również do określenia różnego rodzaju tratw (m.in. Kon-Tiki), wykonywanych z surowej (nie wysuszonej) balsy, bambusa, trzciny, używanych przez boliwijskich Indian.
W zależności od miejsca (w przekroju pnia) wycięcia, wykazuje różną twardość. Części położone najbliżej środka pnia, bardzo miękkie, wykorzystuje się jako materiał wypełniający lub izolacyjny. Na elementy konstrukcyjne stosuje się tylko deseczki i listwy wycięte z części zewnętrznej pnia. Dzięki małej gęstości, jest niezastąpionym materiałem do budowy modeli latających i pływających. W modelarstwie z balsy wykonuje się wręgi (żeberka), fragmenty pokrycia płatów, stateczniki, części pokrycia kadłubów itp.
Z drewna balsowego wykonywane są:
- tratwy, jachty, wyposażenie pokładowe, sprzęt ratownictwa wodnego, deski surfingowe
- elementy szybowców i samolotów – słynny brytyjski "Mosquito" z czasów II WŚ był wykonany w dużej części z drewnianych kompozytów przekładkowych z zastosowaniem drewna balsowego
- protezy ortopedyczne
- rakietki (deski) do tenisa stołowego
- spławiki wędkarskie
- rekwizyty do sztuczek magicznych (lewitacja)
- elementy konstrukcyjne w modelarstwie
- filtry fajek
- wypełnienia izolacyjne
- opakowania
- pałeczki dyrygenckie (batuty)
- ostatnio[kiedy?] także końcówki kopii rycerskich służących do rekonstrukcji potyczek konnych (ang. jousting)[potrzebny przypis]

Drewno balsy twardej jest także surowcem do produkcji lignostonu, z którego wykonywane są czółenka do krosien tkackich.